# 邊城刀聲
《邊城刀聲》為古龍構思、丁情代筆的作品，多列為古龍作品，然屬偽作。1986年6月萬盛出版。本書內容屬於《邊城浪子》的續集，與《邊城浪子》內容部分完全一致，不過大綱上仍有差異，並參入些其他古龍作品如《大地飛鷹》一字未改的拼湊；但因為偽作，並未列入《小李飛刀》系列。另外因書中有女角名「風鈴」，加上書名之「刀聲」，所以常有人誤為《風鈴中的刀聲》為本書外傳或續集，甚至直接列入《小李飛刀》系列，然為誤傳，兩者毫無關聯。

## 故事大綱
故事發生在《邊城浪子》十年之後，葉開與傅紅雪再次重回邊城，萬馬堂離奇的重現江湖，而且十年前已經死去的人都再次出現......

## 主要人物
- 葉開：「小李探花」李尋歡的傳人。
- 傅紅雪：魔教公主陰白鳳之養子，手中經常緊握一把漆黑的刀，右足殘廢，身患羊癲。

## 次要人物
- 蘇明明：蕭別離的小姨。
- 風鈴：「彎刀阿七」的妻子。
- 金魚：蘇明明的好朋友。
- 王老伯：「猴園」的主人，能將人的腦袋移接到猴身上去。真正身份是「千面郎君」王憐花。
- 白依伶：與馬芳鈴生得幾乎一樣？
- 馬空群：萬馬堂的三老闆馬空群。

## 小說目錄
- 第一部　邊城

1. 古老的傳說
2. 時光倒流
3. 葉開有妹妹
4. 歌聲魁影
5. 大小姐是她？
6. 又見翠濃
7. 小小的小人

- 第二部　刀聲

1. 他想灌醉她
2. 遲暮的愛
3. 傅紅雪的危機
4. 金魚的笑容
5. 癡於刀的人
6. 風鈴下的少婦
7. 水晶屋中的王老先生
8. 殺與被殺
9. 王老先生的意圖

- 第三部　她的報復

1. 報復開始
2. 我叫風鈴
3. 有價值的死人
4. 水晶世界
5. 第一次接觸
6. 賣雞蛋的老太婆
7. 會彈絃樂的猴子
8. 無悔的一戰
9. 最古老的慾望

- 第四部　她有了他的孩子

1. 又見吸血鬼
2. 荊無命的十九年
3. 有了你的孩子
4. 你將有遠行
5. 傅紅雪的家

- 第五部　刀裡的情仇

1. 六角亭裡的決鬥
2. 小樓裡的金魚
3. 聖母峰上的傳說
4. 馬芳鈴是不是你的女兒
5. 風鈴的情
6. 結束

## 改編作品
- 1986年電視劇